# Senecú del Sur
Senecú del Sur, pleme i pueblo Piro Indijanaca s rijeke Rio Grande u Teksasu blizu El Pasa i u Chihuahui, Meksiko. Senecú del Sur su osnovali Senecú Indijanci blizu El Pasa u proljeće 1682., nakon famoznog Pueblo ustanka u Novom Meksiku, istovremeno kada i Socorro del Sur, i njihovi rođaci Islete, pueblo Isleta del Sur. Njihovi potomci danas su meksikanizirani.

## Vanjske poveznice
- San Antonio de Senecú